# Modrovec
Modrovec falu Horvátországban Krapina-Zagorje megyében. Közigazgatásilag Gornja Stubicához tartozik.

## Fekvése
Zágrábtól 21 km-re északra, községközpontjától 3 km-re északnyugatra a Horvát Zagorje területén a megye délkeleti részén fekszik.

## Története
A településnek 1857-ben 187, 1910-ben 407 lakosa volt. Trianonig Zágráb vármegye Stubicai járásához tartozott. 2001-ben 374 lakosa volt.

## Külső hivatkozások
Gornja Stubica község honlapja